# Gonomyia flavidapex
Gonomyia flavidapex là một loài ruồi trong họ Limoniidae. Chúng phân bố ở miền Australasia.